# Jimmy Bennett
James Michael Bennett, detto Jimmy (Seal Beach, 9 febbraio 1996), è un attore statunitense.
È conosciuto per aver recitato in L'asilo dei papà, Hostage, Poseidon, Un'impresa da Dio, Orphan, Il mistero della pietra magica. Ha anche recitato nella serie No Ordinary Family della ABC nel ruolo di JJ Powell, un adolescente dotato di grande intelligenza dopo un incidente aereo, e nel ruolo di James T. Kirk bambino nel film Star Trek.

## Biografia
Bennett è nato a Seal Beach, in California, attualmente vive con i genitori e la sorella Amanda a Huntington Beach, dove la famiglia gestisce un ristorante crepe a tema hard rock. Quando non recita, Bennett suona la chitarra e canta sul suo canale YouTube ufficiale. Ha anche scritto ed eseguito la canzone Summer Never Ends che può essere ascoltata alla fine di Il mistero della pietra magica.
Ha incominciato a lavorare nel mondo dello spettacolo da piccolissimo, prendendo parte a più di 30 spot pubblicitari. Incomincia la sua carriera come attore partecipando a un episodio di Squadra Med - Il coraggio delle donne. Al cinema esordisce al fianco di Eddie Murphy ne L'asilo dei papà e recita nel film di Asia Argento, Ingannevole è il cuore più di ogni cosa.
Ha recitato nei film Hostage, Amityville Horror, Firewall - Accesso negato, Poseidon e Un'impresa da Dio, inoltre ha prestato la sua voce per i film Polar Express, The Reef - Amici per le pinne e il videogioco Kingdom Hearts II. Ottiene la parte del piccolo James T. Kirk in Star Trek di J. J. Abrams. Nel 2009 ha recitato ne Il mistero della pietra magica, Orphan e nella serie TV No Ordinary Family.
Nell'agosto 2011 Bennett ha pubblicato il suo singolo di esordio Over Again e il video musicale di accompagnamento.

## Controversie

### La causa nei confronti della madre e del patrigno (2014)
Nel 2014 ha denunciato alla Corte della California la madre Martha Luise Bennett, il patrigno Frank Pestarino ed alcune società da loro possedute, sostenendo che avrebbero utilizzato gran parte dei suoi guadagni da attore per finanziare le loro attività. Secondo quanto da lui sostenuto, oltre a cacciarlo di casa, gli avrebbero impedito di accedere ad alcuni materiali contenuti nell'abitazione. La causa è stata successivamente archiviata ed i termini dell'accordo non sono stati divulgati.

### Le accuse e l'ordine restrittivo nei suoi confronti chiesto dalla sua ex fidanzata (2015)
Il 17 luglio 2015 i giudici della Corte Suprema di Los Angeles, su richiesta della sua ex fidanzata, emettono un ordine restrittivo temporaneo a carico di Bennett. La misura chiesta dalla donna, che lo accusava di averla pedinata e minacciata, è stata poi ritirata nel mese successivo.
Secondo quanto riferito dai media, un anno prima della richiesta di ordine restrittivo, l'ex compagna di Bennett avrebbe depositato presso la polizia di Los Angeles una denuncia nei suoi confronti per sesso illegale con minore, stalking e pornografia minorile. La donna dichiara che l'attore l'avrebbe manipolata per farsi inviare delle sue foto di nudo e l'avrebbe convinta ad avere un rapporto sessuale illegale quando lei aveva 17 anni e lui 18. Oltre a questo, Bennett le avrebbe rubato anche del denaro a causa delle condizioni di povertà in cui versa la sua famiglia.

### L'accusa di molestie ad Asia Argento (2018)
Ad agosto 2018 il New York Times pubblica un articolo contenente i dettagli di un accordo economico che sarebbe stato stipulato tra Asia Argento e Bennett, che accusava la donna di avergli inflitto molestie sessuali. Secondo l'attore, il 9 maggio 2013 in una camera d'albergo in California, quando egli aveva 17 anni, la Argento gli avrebbe fatto bere alcolici per poi aggredirlo sessualmente. A seguito della vicenda, l'avvocato dell'attore dichiara che il suo assistito ha subito un forte trauma e che le prestazioni lavorative, il reddito e la salute mentale di Bennett sarebbero diminuiti.
Dopo la diffusione della notizia, la Argento ha negato le accuse di violenza sessuale, dichiarando di non aver mai avuto un rapporto sessuale con Bennett, e di essersi accordata con lui per pagare 380.000 dollari allo scopo di evitare pubblicità negativa. Dopo la smentita della Argento, vengono tuttavia pubblicati online una fotografia che la ritrae in topless a letto con Bennett ed alcuni SMS tra lei e un amico nei quali confermerebbe di aver avuto un rapporto sessuale con l'attore.
A settembre 2018, l'avvocato di Asia Argento afferma che nel 2013 in California sarebbe stato l'attore ad attaccare la sua cliente. Ha comunicato, inoltre, l'immediata sospensione dei pagamenti previsti dall'accordo con l'attore, che aveva già ricevuto 250.000 dei 380.000 dollari previsti.
Nello stesso mese, Bennett è stato ospite di Non è l'Arena, dove ha dichiarato di essere stato violentato e di aver subito un rapporto completo. Asia Argento ha poi partecipato ad una successiva puntata della stessa trasmissione in cui ha dichiarato che nel 2013 in California sarebbe stato Bennett (che aveva una pulsione sessuale nei suoi confronti) ad aggredirla per poi costringerla ad avere un rapporto sessuale completo.

## Filmografia

### Cinema
- L'asilo dei papà (Daddy Day Care), regia di Steve Carr (2003)
- Ingannevole è il cuore più di ogni cosa (The Heart Is Deceitful Above All Things), regia di Asia Argento (2004)
- Anchorman - La leggenda di Ron Burgundy (Anchorman: The Legend of Ron Burgundy), regia di Adam McKay (2004)
- Hostage, regia di Florent Emilio Siri (2005)
- Amityville Horror (The Amityville Horror), regia di Andrew Douglas (2005)
- Firewall - Accesso negato (Firewall), regia di Richard Loncraine (2006)
- Poseidon, regia di Wolfgang Petersen (2006)
- Un'impresa da Dio (Evan Almighty), regia di Tom Shadyac (2007)
- South of Pico, regia di Ernst Gossner (2007)
- Diminished Capacity, regia di Terry Kinney (2008)
- Trucker, regia di James Mottern (2008)
- Star Trek, regia di J. J. Abrams (2009)
- Il mistero della pietra magica (Shorts), regia di Robert Rodriguez (2009)
- Orphan, regia di Jaume Collet-Serra (2009)
- Stolen - Rapiti (Stolen Lives), regia di Anders Anderson (2009)
- Alabama Moon, regia di Tim McCanlies (2009)
- Bones, regia di Frank Pestarino (2010)
- Ghild, regia di David Yarovesky (2011)
- Comic Movie (Movie 43), registi vari (2013)
- The Bully Chronicles , regia di Amy S. Weber (2013)
- Camouflage, regia di Kyle T. Cowan (2014)
- The Tape, regia di Frank Pestarino (2014)
- Bad Asses - Giustizieri da strapazzo in Louisiana (Bad Asses on the Bayou), regia di Craig Moss (2015)

### Televisione
- Squadra Med - Il coraggio delle donne (Strong Medicine) - serie TV, episodio 3x07 (2002)
- The Guardian - serie TV, episodio 2x02 (2002)
- Giudice Amy (Judging Amy) - serie TV, episodio 4x19 (2003)
- CSI - Scena del crimine (CSI: Crime Scene Investigation) - serie TV, episodio 4x14 (2004)
- Everwood - serie TV, episodi 3x09-3x14-3x22 (2004-2005)
- Detective - film TV, regia di David S. Cass Sr. (2005)
- Una mamma per amica (Gilmore Girls) - serie TV, episodio 7x11 (2007)
- No Ordinary Family - serie TV, 20 episodi (2010-2011)
- Breaking In - serie TV, episodio 1x07 (2011)
- Perception - serie TV, episodi 1x09-1x10 (2012)
- Pachinko - La moglie coreana (Pachinko) – serie TV (2022)

### Doppiaggio
- Ro in Winnie the Pooh: Ro e la magia della primavera, Il primo Halloween da Efelante
- Billy in Polar Express
- Young Pi in The Reef - Amici per le pinne
- Buddha in Supercuccioli sulla neve

## Riconoscimenti
- Young Artist Award 2008
  - Candidatura per il Miglior attore giovane non protagonista in un film commedia o musicale per Un'impresa da Dio

## Doppiatori italiani
Nelle versioni in italiano dei suoi film è stato doppiato da:
- Manuel Meli in Un'impresa da Dio, Star Trek, No Ordinary Family
- Alex Polidori in Ingannevole è il cuore più di ogni cosa, Firewall - Accesso negato
- Jacopo Castagna in Hostage, Perception
- Federico Bebi in Orphan
- Simone Buonvicino ne L'asilo dei papà
- Luca Baldini in Comic Movie

Da doppiatore è stato sostituito da:
- Alex Polidori in Polar Express, Winnie the Pooh: Ro e la magia della primavera, Il primo Halloween da Efelante
- Barbara Pitotti in Supercuccioli sulla neve[16]